# Geoorde zuring
Geoorde zuring (Rumex thyrsiflorus) is een plantensoort uit de duizendknoopfamilie (Polygonaceae).

## Determinatie
Geoorde zuring is een vaste, kruidachtige plant die een hoogte bereikt van 50–100 cm. Ze bloeit van juni tot augustus. De soort heeft smalle lancetvormige bladeren die gekruld zijn. De bladvoet is geoord.

### Gelijkende taxa
Het onderscheid met veldzuring (Rumex acetosa) is door de sterke gelijkenis niet eenvoudig. In het rivierengebied bestaan er tussenvormen van beide soorten. In tegenstelling tot veldzuring komt geoorde zuring voor op droge plaatsen en vermijdt deze zure grond. Geoorde zuring bloeit hiernaast twee tot zes weken later dan veldzuring.

## Ecologie
Geoorde zuring groeit in matig droge ruigten en graslanden langs rivieren, wegbermen en spoordijken.

### Syntaxonomie
In de syntaxonomie staat geoorde zuring te boek als kensoort voor de kweekdravik-associatie (Bromo inermis-Eryngietum campestris).

## Verspreiding
Het verspreidingsgebied van geoorde zuring strekt zich uit over Siberië, Oost- en Midden-Europa en in een deel van West-Europa. Nederland is de westgrens van het areaal van de soort.